# Franjo Josip Volarić (1851. – 1908.)
Franjo Josip Volarić (Vrbnik, 27. kolovoza 1851. – Krk, 1. rujna 1908.), hrvatski katolički svećenik, visoki crkveni dužnosnik i visokopozicionirani lokalni političar, borac za hrvatska prava i starohrvatsko bogoslužje, hrvatski preporoditelj

## Životopis
Rođen je u Vrbniku. Završio je Bogoslovno sjemenište u Gorici. Studirao na Augustineumu. Obnašao dužnost biskupijskog kancelara i generalnog vikara Krčke biskupije, kanonika i kaptolskog vikara. Bio je zastupnikom u Saboru istarsko-kvarnerskootočne pokrajine. Kandidirao se za krčkog biskupa no nije uspio. Na svog je konkurenta za biskupski položaj Antuna Mahnića bitno utjecao da je ovaj doživio savlovski prevrat u Pavla. Volarić ga je pridobio za hrvatsku stvar, osobito za sačuvati staroslavensku odnosno starohrvatsku službu Božju na Krku, posljednjem uporištu tog bogoslužja. Volarić je tako postao i prvi predsjednik Staroslavenske akademije (1902., radi proučavanja i promicanja staroslavenskog jezika u liturgiji) koju je osnovao Mahnić i Volarić je dužnost predsjednika obnašao do smrti. Preminuo je u Krku 1908. godine.